# コルコスン
コルコスン（Qorqosun, ? - ?）は、モンゴル帝国のオッチギン王家に仕えた千人隊長の一人。『元史』などの漢文史料では火魯和孫(huŏlŭhésūn)、『元朝秘史』では豁児豁孫(huōérhuōsūn)と記される。

## 概要
コルコスンの出自・来歴については全く史料上に記載がないが、チンギス・カンがモンゴル高原を統一しモンゴル帝国を建設した際には95人の千人隊長(ミンガン)の一人に数えられた。なお、『集史』「チンギス・カン紀」ではテムゲ・オッチギンに対して「オロナウル・ケレングト部の2千人隊と、ベスト部の1千人隊と、ジャジラト部などからなる3つの千人隊を与えた」と記されているが、コルコスンの千人隊がこの内のどれに属するかは不明である。
その後、チンギス・カンが95の千人隊の内5つを末弟のテムゲ・オッチギンに分与した際、コルコスンの千人隊もそこに含まれ、コルコスンはオッチギン王家の王傅に任ぜられた。チンギス・カンによるテムゲ・オッチギンへの分封とオッチギン・ウルスの成立について『元朝秘史』は以下のように述べている。
テムゲ・オッチギンの死後、その長子ジブゲンが早世したため、その息子タガチャルがオッチギン・ウルス当主に就くこととなった。ところが「庶兄」のトデ（脱迭）はタガチャルが未だ幼いことを理由にこれを廃して自らがオッチギン・ウルスの当主になろうと企んだ。これに対してオッチギン家の王傅たるコルコスンとウイグル人のサルギスは当時先代カアングユクの寡婦として実権を握っていたドレゲネに直訴したため、タガチャルは「皇太弟宝」を与えられて正式にオッチギン・ウルス当主就任を認められた。
コルコスンとサルギスはこの功績によってオッチギン・ウルス内で重きをなし、ウルスを南北に分断してカラウン・ジドゥン（「黒山」の意、現在の大興安嶺山脈）の北側をコルコスンが、南側をサルギスが治めることになった。カラウン・ジドゥンの北側とは肥沃な遊牧地帯たるフルンボイル地方を指し、オッチギン・ウルスの初封地でもあったため、生粋のモンゴル人将軍たるコルコスンに管理が任せられたのだと考えられている。

## 初期オッチギン・ウルスの5千人隊長
- メルキト部のクチュ（Küčü ＞曲出,qūchū）
- ベスト部のココチュ（Kököčü ＞闊闊出,kuòkuòchū）
- ジャジラト部のジュスク（J̌usuγ ＞種索,zhŏngsuŏ）
- 出身部族不明のコルコスン（Qorqosun ＞豁児豁孫,huōérhuōsūn）
- オロナウル部の千人隊長